# 鉢かづき

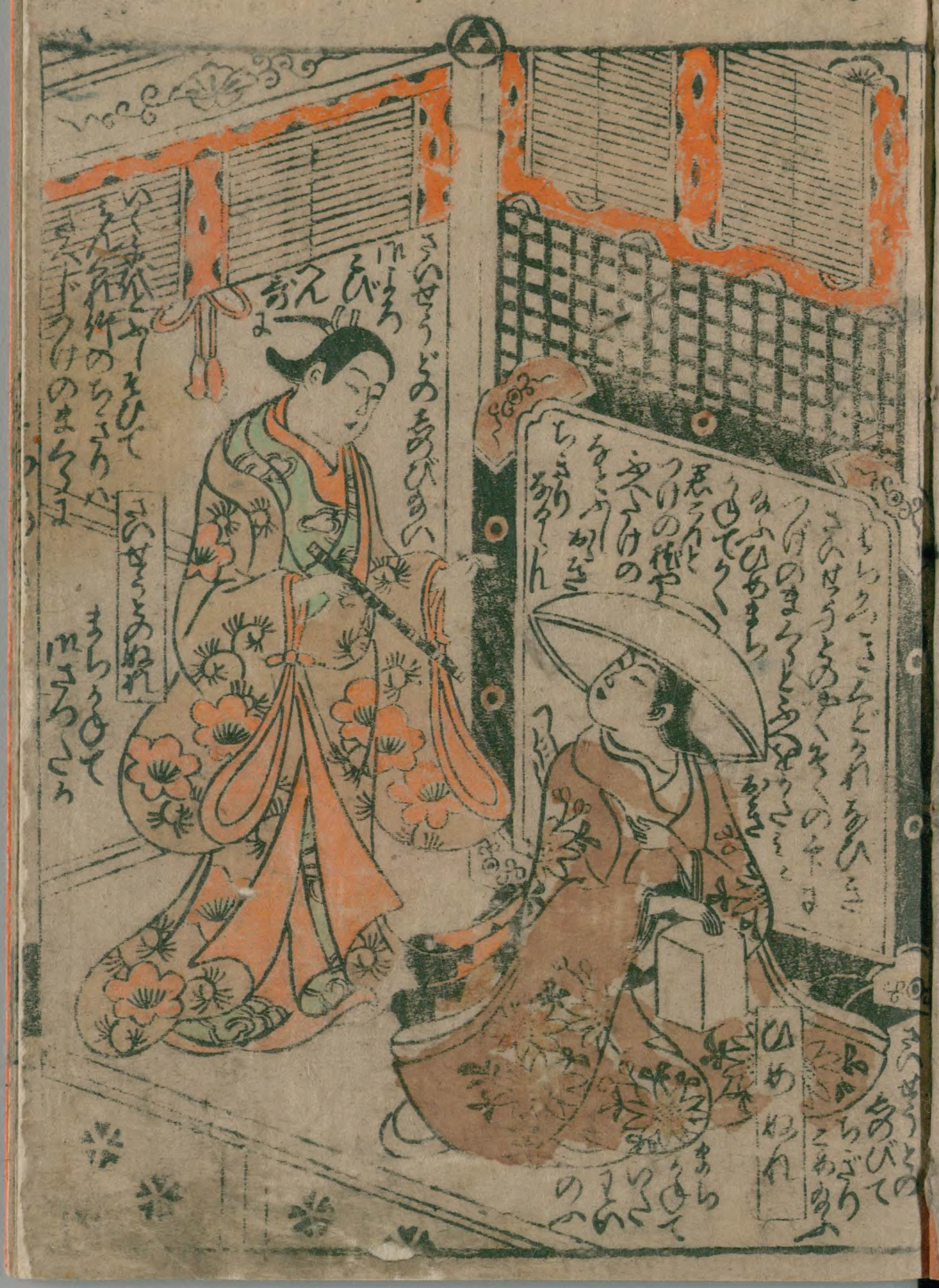
鉢かづき

鉢かづき（はちかづき）は、古典の「お伽草子」の話の一つ。鉢かづき姫、鉢かつぎ姫とも呼ばれる。
「かづき」は「頭にかぶる」という意味の古語「かづく」（被く）の活用形であり、現代語にもある「かつぐ」（担ぐ）の活用形ではない。
場合によっては「かづき」の表現を現代語に訳して鉢かぶり姫ということもある。

## 内容

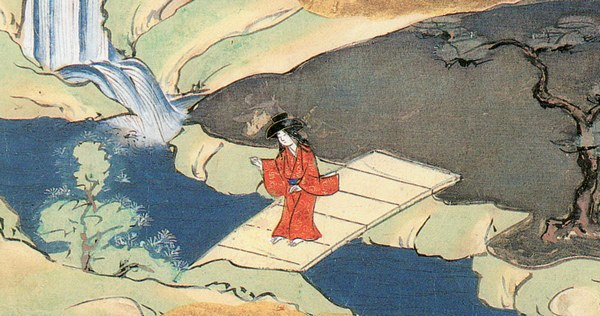
『三草紙絵巻』より「鉢かづき」。家を追い出されてさまよう鉢かづき姫。

昔、河内国交野郡に寝屋備中守藤原実高という長者が住んでいた。長谷観音に祈願し、望み通りに女の子が生まれ、やがて美しい娘に成長した。しかし母親が亡くなる直前、長谷観音のお告げに従い娘の頭に大きな鉢をかぶせたところ、鉢がどうしてもとれなくなってしまった。
母親の死後この娘（鉢かづき姫）は、継母にいじめられ家を追い出された。世をはかなんで入水をしたが、鉢のおかげで溺れることなく浮き上がり、「山蔭三位中将」という公家に助けられて、風呂焚きとして働くことになった。中将の四男の「宰相殿御曹司」に求婚されるが、宰相の母はみすぼらしい下女との結婚に反対し、宰相の兄たちの嫁との「嫁くらべ」を行って断念させようとする。
ところが嫁くらべが翌日に迫った夜、鉢かづき姫の頭の鉢がはずれ、姫の美しい顔があらわになった。しかも歌を詠むのも優れ、学識も豊かで非の打ち所が無い。嫁くらべのあと、鉢かづき姫は宰相と結婚して3人の子どもに恵まれ、長谷観音に感謝しながら幸せな生活を送った。
なお、藤原実高が住んでいたのは、現在の寝屋川市のあたりとされており、寝屋川の民話として紹介されていることがある。また、寝屋川市のマスコットキャラクターである「はちかづきちゃん」は鉢かづき姫が元となっている。
姫の名は初瀬山の長谷観音にちなんで付けられた「初瀬姫」と伝えられている。

## 近年の改変・変更
若君の元で住み込みで働くまでは概ね同じだが、一部の映像作品や絵本では下記の変更がなされている。
鉢がとれる少し前、姫を助けた若君が夜更けに姫の奏でる琴に聴き入り、姫の素性を見抜く。これまでのことを打ち明けた姫と若君は親密になるが、若君の両親は一家の世間体などから姫との婚約に猛反対する。
姫は若君の幸せを願い誰にも知られないように屋敷を去ろうとするが、若君は家と絶縁し地位を捨ててでも姫と添い遂げようとする。それに怒った父親が姫を切り捨てようとしたところで頭の鉢が割れ、美しく成人した姫が現れ、婚約を認められて終わる。

### その後の話
若君の兄嫁たちと美貌や宝物や才覚を競う話がつづき、継母と不仲になって屋敷を出た父君との再会が果たされる。